# Haparanda Sandskär
För andra betydelser, se Sandskär (olika betydelser).
Sandskär (finska: Sanskeri) är en ö i Haparanda skärgård. Den ligger mellan Seskar-Furö (söder om Seskarö) och Malören och inom Haparanda skärgårds nationalpark.

## Fågelstation
På Sandskär finns Haparanda Sandskär fågelstation. Fågelstationen är Sveriges både nordligaste och östligaste och drivs ideellt av Norrbottens Ornitologiska Förening.
Fler än 240 arter skådats här. Det förhållandevis höga antalet beror på att ett stort antal flyttfåglar varje år passerar ön på väg till eller från häckningsområden i norra Skandinavien, Ryssland och Arktis.
Fågelstationen grundades 1981 och sedan dess har fler än 100 000 fåglar fördelat på 137 olika arter ringmärkts. De vanligaste arterna är lövsångare, gråsiska, bergfink och sävsparv, men läget gör även att ovanliga östliga arter regelbundet fångas, till exempel brunsångare och taigasångare.